# Lijst van voetbalinterlands Libië - Marokko
Deze lijst van voetbalinterlands is een overzicht van alle officiële voetbalwedstrijden tussen de nationale teams van Libië en Marokko. De landen hebben tot op heden veertien keer tegen elkaar gespeeld. De eerste wedstrijd, een vriendschappelijk duel, vond plaats op 19 maart 1965 in Tripoli. Het laatste duel, eveneens een vriendschappelijke wedstrijd, werd gespeeld in Oujda op 11 oktober 2019.

## Wedstrijden
| №  | Plaats     | Datum             | Competitie                                        | Wedstrijd       | Uitslag |
| -- | ---------- | ----------------- | ------------------------------------------------- | --------------- | ------- |
| 1  | Tripoli    | 19 maart 1965     | Vriendschappelijk                                 | Libië − Marokko | 1 − 0   |
| 2  | Casablanca | 13 september 1983 | Middellandse Zeespelen 1983                       | Marokko − Libië | 2 − 0   |
| 3  | Tripoli    | 2 januari 1985    | Vriendschappelijk                                 | Libië − Marokko | 0 − 0   |
| 4  | Rabat      | 6 oktober 1985    | WK 1986 kwalificatie                              | Marokko − Libië | 3 − 0   |
| 5  | Benghazi   | 18 oktober 1985   | WK 1986 kwalificatie                              | Libië − Marokko | 1 − 0   |
| 6  | Casablanca | 22 november 2000  | Vriendschappelijk                                 | Marokko − Libië | 0 − 0   |
| 7  | Caïro      | 28 januari 2006   | Afrika Cup 2006                                   | Libië − Marokko | 0 − 0   |
| 8  | Marrakesh  | 8 september 2014  | Vriendschappelijk                                 | Marokko − Libië | 3 − 0   |
| 9  | Agadir     | 12 juni 2015      | Afrika Cup 2017 kwalificatie                      | Marokko − Libië | 1 − 0   |
| 10 | Casablanca | 21 juni 2015      | African Championship of Nations 2016 kwalificatie | Marokko − Libië | 3 − 0   |
| 11 | Radès      | 22 oktober 2015   | African Championship of Nations 2016 kwalificatie | Libië − Marokko | 0 − 4   |
| 12 | Radès      | 3 juni 2016       | Afrika Cup 2017 kwalificatie                      | Libië − Marokko | 1 − 1   |
| 13 | Casablanca | 31 januari 2018   | African Championship of Nations 2018              | Marokko − Libië | 3 − 1   |
| 14 | Oujda      | 11 oktober 2019   | Vriendschappelijk                                 | Marokko − Libië | 1 − 1   |

## Samenvatting
| Competitie                                   | Totaal gespeeld | Winst Libië | Gelijk | Winst Marokko | Doelsaldo Libië – Marokko |
| -------------------------------------------- | --------------- | ----------- | ------ | ------------- | ------------------------- |
| WK-kwalificatie                              | 2               | 1           | 0      | 1             | 1 − 3                     |
| Afrika Cup                                   | 1               | 0           | 1      | 0             | 0 − 0                     |
| Afrika Cup-kwalificatie                      | 2               | 0           | 1      | 1             | 1 − 2                     |
| African Championship of Nations              | 1               | 0           | 0      | 1             | 1 − 3                     |
| African Championship of Nations-kwalificatie | 2               | 0           | 0      | 2             | 0 − 7                     |
| Middellandse Zeespelen                       | 1               | 0           | 0      | 1             | 0 − 2                     |
| Vriendschappelijk                            | 5               | 1           | 3      | 1             | 2 − 4                     |
| Totaal                                       | 14              | 2           | 5      | 7             | 5 − 21                    |

LFF · A-internationals · Bondscoaches · Libisch vrouwenelftal · Olympisch elftal
1960 – 1969 · 
1970 – 1979 · 
1980 – 1989 · 
1990 – 1999 · 
2000 – 2009 · 
2010 – 2019 ·
2020 − 2029
1964 · 
1965 · 
1966 · 
1967 · 
1968 · 
1969 · 
1970 · 
1971 · 
1972 · 
1973 · 
1974 · 
1975 · 
1976 · 
1977 · 
1978 · 
1979 · 
1980 · 
1981 · 
1982 · 
1983 · 
1984 · 
1985 · 
1986 · 
1987 · 
1988 · 
1989 · 
1990 · 
1991 · 
1992 · 
1993 · 
1994 · 
1995 · 
1996 · 
1997 · 
1998 · 
1999 · 
2000 · 
2001 · 
2002 · 
2003 · 
2004 · 
2005 · 
2006 · 
2007 · 
2008 · 
2009 · 
2010 · 
2011 · 
2012 · 
2013 ·
2014 ·
2015 ·
2016 ·
2017 ·
2018 ·
2019 ·
2020 ·
2021 ·
2022 ·
2023
Algerije ·
Angola ·
Argentinië ·
Bahrein ·
Benin ·
Botswana ·
Burkina Faso ·
Canada ·
Centraal-Afrikaanse Republiek ·
Comoren ·
Congo-Brazzaville ·
Congo-Kinshasa ·
Egypte ·
Equatoriaal-Guinea ·
Ethiopië ·
Gabon ·
Gambia ·
Ghana ·
Griekenland ·
Guinee ·
Indonesië ·
Irak ·
Iran ·
Ivoorkust ·
Jemen ·
Jordanië ·
Kaapverdië ·
Kameroen ·
Kazachstan ·
Kenia ·
Koeweit ·
Lesotho ·
Libanon ·
Liberia ·
Malawi ·
Maleisië ·
Mali ·
Malta ·
Marokko ·
Mauritanië ·
Mauritius ·
Mozambique ·
Myanmar ·
Namibië ·
Niger ·
Nigeria ·
Oeganda ·
Oekraïne ·
Oman ·
Palestina ·
Polen ·
Qatar ·
Rwanda ·
Sao Tomé en Principe ·
Saoedi-Arabië ·
Senegal ·
Seychellen ·
Soedan ·
Swaziland ·
Syrië ·
Tanzania ·
Thailand ·
Togo ·
Tsjaad ·
Tunesië ·
Turkije ·
Uruguay ·
Verenigde Arabische Emiraten ·
Wit-Rusland ·
Zambia ·
Zimbabwe ·
Zuid-Afrika ·
Zuid-Korea
FRMF · A-internationals · Bondscoaches · Marokkaans vrouwenelftal · Olympisch elftal · Lokaal · Marokko U23 · Marokko U21 · Marokko U20 · Marokko U19 · Marokko U18 · Marokko U17
1950 – 1959 ·
1960 – 1969 ·
1970 – 1979 ·
1980 – 1989 ·
1990 – 1999 ·
2000 – 2009 ·
2010 – 2019 ·
2020 − 2029
WK 1970 ·
WK 1986 ·
WK 1994 ·
WK 1998 ·
WK 2018 ·
WK 2022
OS 1964 ·
OS 1972 ·
OS 1984 ·
OS 1992 ·
OS 2000 ·
OS 2004 ·
OS 2012
1944 · 
1957 · 
1958 · 
1959 · 
1960 · 
1961 · 
1962 · 
1963 · 
1964 · 
1965 · 
1966 · 
1967 · 
1968 · 
1969 · 
1970 · 
1971 · 
1972 · 
1973 · 
1974 · 
1975 · 
1976 · 
1977 · 
1978 · 
1979 · 
1980 · 
1981 · 
1982 · 
1983 · 
1984 · 
1985 · 
1986 · 
1987 · 
1988 · 
1989 · 
1990 · 
1991 · 
1992 · 
1993 · 
1994 · 
1995 · 
1996 · 
1997 · 
1998 · 
1999 · 
2000 · 
2001 · 
2002 · 
2003 · 
2004 · 
2005 · 
2006 · 
2007 · 
2008 · 
2009 · 
2010 · 
2011 · 
2012 · 
2013 · 
2014 ·
2015 ·
2016 ·
2017 ·
2018 ·
2019 ·
2020 ·
2021 ·
2022 ·
2023 ·
2024
Albanië ·
Algerije ·
Angola ·
Argentinië ·
Armenië ·
Australië ·
Bahrein ·
België ·
Benin ·
Botswana ·
Brazilië ·
Bulgarije ·
Burkina Faso ·
Burundi ·
Canada ·
Centraal-Afrikaanse Republiek ·
Chili ·
China ·
Colombia ·
Comoren ·
Congo-Brazzaville ·
Congo-Kinshasa ·
Costa Rica ·
DDR ·
Denemarken ·
Duitsland ·
Egypte ·
Engeland ·
Equatoriaal-Guinea ·
Estland ·
Ethiopië ·
Finland ·
Frankrijk ·
Gabon ·
Gambia ·
Georgië ·
Ghana ·
Griekenland ·
Guinee ·
Guinee-Bissau ·
Hongkong ·
Ierland ·
India ·
Indonesië ·
Irak ·
Iran ·
Italië ·
Ivoorkust ·
Jamaica ·
Jemen ·
Joegoslavië ·
Jordanië ·
Kaapverdië ·
Kameroen ·
Kenia ·
Koeweit ·
Kroatië ·
Lesotho ·
Libanon ·
Liberia ·
Libië ·
Luxemburg ·
Malawi ·
Maleisië ·
Mali ·
Mauritanië ·
Mexico ·
Mozambique ·
Myanmar ·
Namibië ·
Nederland ·
Nieuw-Zeeland ·
Niger ·
Nigeria ·
Noord-Ierland ·
Noorwegen ·
Oeganda ·
Oekraïne ·
Oezbekistan ·
Oman ·
Palestina ·
Paraguay ·
Peru ·
Polen ·
Portugal ·
Qatar ·
Roemenië ·
Rusland ·
Rwanda ·
Saoedi-Arabië ·
Sao Tomé en Principe ·
Schotland ·
Senegal ·
Servië ·
Sierra Leone ·
Slowakije ·
Soedan ·
Somalië ·
Sovjet-Unie ·
Spanje ·
Syrië ·
Tanzania ·
Thailand ·
Togo ·
Trinidad en Tobago ·
Tsjechië ·
Tunesië ·
Uruguay ·
Verenigde Arabische Emiraten ·
Verenigde Staten ·
Zambia ·
Zimbabwe ·
Zuid-Afrika ·
Zuid-Jemen ·
Zuid-Korea ·
Zwitserland
België (2022) · 
Frankrijk (2022) ·
Iran (2018) · 
Kroatië (2022, 1) ·
Kroatië (2022, 2) ·
Portugal (2018) · 
Portugal (2022) ·
Spanje (2018) ·
Spanje (2022)